# Jón Halldórsson
Jón Halldórsson (6. november 1665 – 27. oktober 1736) var en islandsk præst og forfatter. Han var søn af provst Halldór Jónsson (1625-1705) og dennes hustru Hólmfridur Hannesdóttir (1641-1731). Jon Halldorsson blev 1700 gift med Sigridur Björnsdatter.
Jón Halldórsson, der var provst til Hítardalur (vestlige Island), var en af sin tids lærdeste islændere; særlig var Islands personalhistorie genstand for hans forskninger og skrifter. Af sådanne kan nævnes: De islandske Biskoppers Levnedsbeskrivelser (Skalholtbispernes, udgivet af Sögufjelag Reykjavik 1903—10, og Holarbispernes hver for sig), en fortegnelse over og levnedsbeskrivelse af Islands forskellige styrere, sædvanlig kaldet Hirdstyrer-annalen, udgivet i Sam til sögu Isl., II, lignende levnedsbeskrivelser af Skalholt Skolers rektorer, udgivet af Sögufjelag (1916—17), men endnu ikke fuldendt, præster i
Skalholt Bispedømme, abbeder og flere, foruden et par annaler. Disse værker er til dels blevne benyttede af sønnen, den berømte biskop Finnur Jónsson i hans Islandsk Kirkehistorie, og de vil altid blive betragtede som vigtige kildeskrifter.